# Soccx
Soccx foi um girl group norte-americano, formado em 2006 por cinco jovens, lançadas por uma “Academia de Novos Talentos” na Alemanha.
Antes do lançamento de seu primeiro single (From Dusk Till Dawn) uma das integrantes (Angela Randle) deixou o grupo, e foi substituída por Nicole Isaacs. Em meados de 2007, um pouco antes do lançamento do primeiro álbum do grupo, Nicole & Claude Racine decidem sair do grupo. Atualmente o grupo está parado e cada integrante trabalhando em outros projetos, sem previsão de retorno. Em  começo de 2008 Dominique Domingo e Noreen Villareal Juliano entraram na banda The Beach Girlz.

## Discografia

### Singles
| Ano     | Título                                      | Posições de chart | Posições de chart | Posições de chart | Posições de chart | Posições de chart | Posições de chart | Posições de chart | Posições de chart |
| Ano     | Título                                      | DE                | AT                | FR                | CH                | BE                | PL                | RU                | EU                |
| ------- | ------------------------------------------- | ----------------- | ----------------- | ----------------- | ----------------- | ----------------- | ----------------- | ----------------- | ----------------- |
| 2006    | From Dusk Till Dawn (Get The Party Started) | 10                | 47                | -                 | -                 | -                 | -                 | -                 | 25                |
| 2007/08 | Scream Out Loud                             | 10                | 53                | 62                | -                 | -                 | -                 | -                 | 37                |
| 2008    | Can’t Take My Eyes Off You                  | -                 | -                 | -                 | -                 | -                 | -                 | -                 | -                 |

### Álbuns
| Ano  | Título  | Posições de chart | Posições de chart | Posições de chart | Posições de chart | Posições de chart |
| Ano  | Título  | DE                | AT                | FR                | CH                | BE                |
| ---- | ------- | ----------------- | ----------------- | ----------------- | ----------------- | ----------------- |
| 2007 | Hold On | -                 | -                 |                   |                   |                   |